# Michael Shermer
Michael Brant Shermer (Glendale, California, 8 de septiembre de 1954) es un escritor, presentador e historiador especializado en temas científicos, fundador de la Skeptics Society y editor de su revista oficial, Skeptic, que está principalmente dedicada a investigar temas pseudocientíficos y sobrenaturales. La Skeptics Society tiene más de 55.000 miembros según datos de 2008. Shermer también participa en debates sobre todo tipo de temas relacionados con pseudociencia y religión, en los cuales él promulga la necesidad de un acercamiento basado en el escepticismo científico.
Shermer es además productor y copresentador de la serie Exploring the Unknown (de Fox Family) y desde abril de 2001 es columnista de la revista Scientific American con su columna «Skeptic». Shermer fue un cristiano fundamentalista pero más tarde se ha definido como agnóstico, no-teísta, ateo, y aboga por la filosofía humanista así como por la Ciencia de la moralidad. Ha expresado reservas acerca de todas estas etiquetas y prefiere ser simplemente calificado como escéptico.

## Obra
Michael Shermer ha escrito varios libros en los que defiende el escepticismo más fiel al filósofo David Hume y la escuela agnóstica británica. En su libro Why People Believe Weird Things, Shermer dedica numerosas páginas a desacreditar el negacionismo del Holocausto y otras tantas al creacionismo.
De acuerdo con la revista Reason, el libro Why People Believe Weird Things «cubre un amplio rango de temas, en un amplio rango de maneras. Propina golpes a sacos de boxeo tan antiguos para los desmitificadores de misterios como la percepción extrasensorial y los ovnis (a través del más reciente giro de la ufología, las abducciones alienígenas de humanos). También encontrarás convincentes desmitificaciones de fenómenos como el caminar sobre fuego y los psíquicos que pueden descubrir hechos “desconocidos” de ciertas personas. Las secciones más largas del libro tratan sobre temas más sustanciosos como el creacionismo y el negacionismo del Holocausto».
De acuerdo con Los Angeles Times, «es el manual perfecto para endosar a cualquier conocido que haya sido atraído por las paranoias conformistas que circulan entre los agoreros premilenaristas». El Independent Thinking Review escribió: «Este libro merece ser ampliamente leído. Los escépticos y pensadores críticos pueden aprender de él, pero lo que es más importante, es un libro para dárselo a aquellos que quizás no sean tan escépticos, que necesiten algunos argumentos claros y razonables para empujarlos suavemente hacia una dirección más crítica. Lea este libro: y también cómprelo pensando en alguien por quien usted se preocupa». La web popularscience.co.uk dio 4 de 5 estrellas diciendo: «En este clásico, originalmente publicado en 1997 pero revisado en una nueva edición para el Reino Unido, [Shermer] proporciona poderosos argumentos para tomar partido del punto de vista escéptico».
Michael Shermer aparece en dos de los vídeos musicales que componen la obra Symphony of Science de John Boswell: «The Poetry of Reality (An Anthem for Science)» y «A wave of Reason».

### Libros
- Sport Cycling: A Guide to Training, Racing, and Endurance 1985 ISBN 0-8092-5244-9
- Cycling: Endurance and Speed (Sportsperformance) 1987 ISBN 0-8092-4775-5
- Teach Your Child Science 1989 ISBN 0-929923-08-1
- Why People Believe Weird Things: Pseudoscience, Superstition, and Other Confusions of Our Time. (1997, reeditado en 2002) ISBN 0-8050-7089-3
- Teach Your Child Math and Mathemagics 1999 ISBN 0-7373-0134-1
- The Borderlands of Science: Where Sense Meets Nonsense 2001 ISBN 0-19-514326-4[13] (en español «Las fronteras de la ciencia. Entre la ortodoxia y la herejía» noviembre de 2010 ISBN 978-84-8428-590-8[14]
- How We Believe: The Search for God in an Age of Science 2001 ISBN 0-613-35413-3
- The Skeptic Encyclopedia of Pseudoscience (ed.) 2002 ISBN 1-57607-653-9
- Denying History: Who Says the Holocaust Never Happened and Why Do They Say It? 2002 ISBN 0-520-23469-3[15]
- In Darwin's Shadow: The Life and Science of Alfred Russel Wallace: A Biographical Study on the Psychology of History 2002 ISBN 0-19-514830-4[16][17][18]
- The Science of Good and Evil: Why People Cheat, Gossip, Care, Share, and Follow the Golden Rule 2004 ISBN 0-8050-7520-8
- Science Friction: Where the Known Meets the Unknown 2005 ISBN 0-8050-7708-1
- Secrets of Mental Math: The Mathemagician's Guide to Lightning Calculation and Amazing Math Tricks 2006 ISBN 978-0-307-33840-2
- Why Darwin Matters: The Case Against Intelligent Design 2006 ISBN 978-0-8050-8121-3[19]
- The Mind of The Market: Compassionate Apes, Competitive Humans, and Other Tales from Evolutionary Economics 2007 ISBN 978-0-8050-7832-9